# Subei
Subei är ett mongoliskt autonomt härad inom Jiuquans stad på prefekturnivå i provinsen Gansu i nordvästra Kina.
Häradet består av två geografiskt åtskilda områden. I den södra delen ligger köpingen Dangchengwan (党城湾镇) och socknen Shibaocheng (石包城乡). I den norra delen ligger köpingen Mazongshan (马鬃山镇).